# BMW R 1150 GS
La R 1150 GS est un modèle de motocyclette du constructeur bavarois BMW.

Remplaçant la R 1100, la gamme R 1150 apparait en 1999. 
Le moteur est une évolution de celui de la 1100, l'alésage gagne 2 mm, ce qui permet à la cylindrée de grimper à 1 130 cm3, et de gagner 5 ch. La boîte passe à six rapports.
La R 1150 GS bénéficie d'une nouvelle présentation, avec deux phares ronds, côte à côte, mais de diamètre différents. Les systèmes Telelever et Paralever sont améliorés pour offrir plus de souplesse.
En 2001, elle est complétée par une version Adventure, proposant tout l'équipement pour pouvoir s'engager hors des routes. Les débattements de suspension sont augmentés (210 mm à l'avant et 220 à l'arrière), la capacité du réservoir est améliorée. Elle bénéficie de barres de protection pour éviter les dommages en cas de chute, d'une selle en une seule pièce et de protèges-mains.

On peut également l'équiper de bagagerie (sacoches latérales et top-case) rigide en aluminium de grande capacité.
En 2005, une version de l'Adventure commémorant les 25 ans de la gamme GS est mise sur le marché. Elle reçoit une livrée blanche et bleu, des clignotants blancs, des pares-cylindres plus grands, une boîte de vitesses avec un premier rapport plus court, des poignées chauffantes, l'ABS et un réservoir de 30 litres. Elle est vendue 14 190 €.
Il s'est vendu dans le monde 58 023 exemplaires de la GS et 17 838 exemplaires de la GS Adventure.